# Барбинг
Барбинг (њем. Barbing) општина је у њемачкој савезној држави Баварска. Једно је од 41 општинског средишта округа Регенсбург. Према процјени из 2010. у општини је живјело 4.839 становника. Посједује регионалну шифру (AGS) 9375117.

## Географски и демографски подаци
Барбинг се налази у савезној држави Баварска у округу Регенсбург. Општина се налази на надморској висини од 332 метра. Површина општине износи 30,5 km². У самом мјесту је, према процјени из 2010. године, живјело 4.839 становника. Просјечна густина становништва износи 159 становника/km².